# Varsberg
Varsberg is een gemeente in het Franse departement Moselle (regio Grand Est). De plaats maakt deel uit van het arrondissement Forbach-Boulay-Moselle. Varsberg telde op 1 januari 2022 972 inwoners.

## Geografie
De oppervlakte van Varsberg bedroeg op 1 januari 2022 4,15 vierkante kilometer; de bevolkingsdichtheid was toen 234,2 inwoners per km².

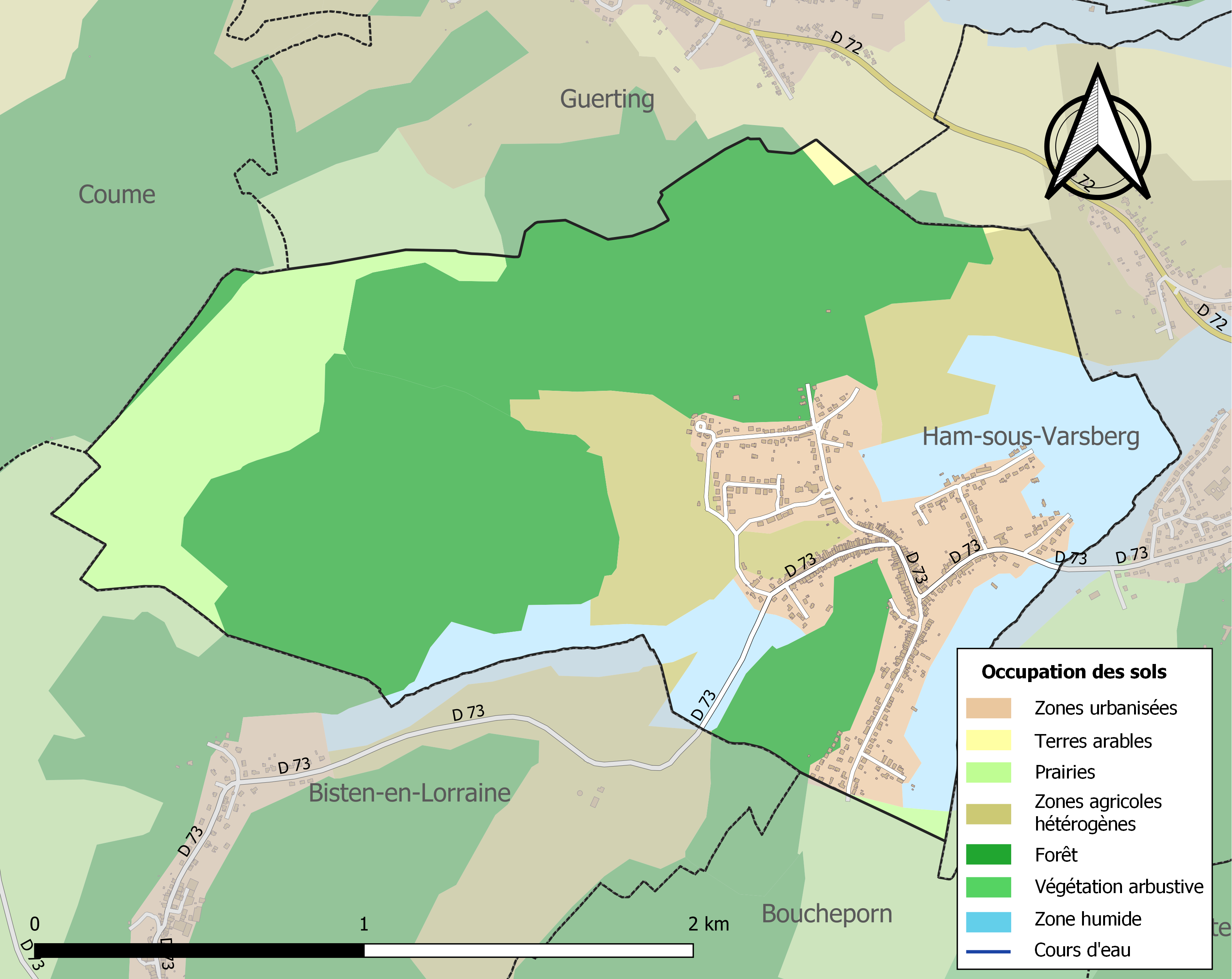
Kaart van de gemeente met de belangrijkste infrastructuur, bodemgebruik en omliggende gemeenten

## Demografie
Onderstaande figuur toont het verloop van het inwonertal (bron: INSEE-tellingen).